# Brule (Nebraska)
Brule – wieś w Stanach Zjednoczonych, w stanie Nebraska, w hrabstwie Keith.